# Raesfeld (Druckerfamilie)
Raesfeld, auch Räßfeld, Raesfeldt oder Resfelt geschrieben, „war eine bedeutende Buchdruckerfamilie“ in Münster in Westfalen, die im Zeitraum von 1591 bis 1697 mindestens 190 verschiedene Druckwerke produzierte.

## Geschichte
Die Einführung des Buchdruckes in der westfälischen Hauptstadt Münster wurde vor allem durch den Domherrn des St.-Paulus-Domes initiiert, Rudolf von Langen, der im Jahr 1486 bei dem ersten Buchdrucker der Stadt, Johann Limburg beziehungsweise Johannes Limburg, seine eigenen, in lateinischer Sprache verfassten Gedichte in Buchform vervielfältigen ließ. Durch den Einfluss des frühen Humanisten von Langen ließen sich in der Folge auch andere Buchdrucker in Münster nieder.
Auf den etwa bis zum Jahr 1500 in Münster tätigen Buchdrucker Limburg folgte von 1509 bis 1513 Laurenz Bornmann; dann Gregor Os aus Breda, Th. Zwivel und Joh. Offenburg im 16. Jahrhundert.
Im Jahr 1591 eröffnete Lambert Raesfeld (auch Raesfeldt) eine neue Druckerei in Münster, die von seiner Familie und seinen Nachkommen mehr als ein Jahrhundert bis zum Jahr 1697 fortgeführt wurde. Bei Lambert Raesfeld wurde 1593 das erste nachweislich in Westfalen gedruckte Rechenbuch (Rekenboeck von Rudolf Kates) kaufmännischen Inhalts gedruckt. Unter den in diesem Zeitraum gedruckten Büchern druckte Raesfeld von 1600 bis 1611 mehrere Bücher gemeinschaftlich mit Johann Gymnich aus Köln und 1612 mit Anton Humm aus Offenbach.

## Firmennamen
Die „Officin“
- war von 1591 bis 1617 im Besitz von Lambert Raesfeld;
- firmierte von 1618 bis 1619 als „Anna L. Raesfeld’s Wittwe“;
- stand von 1620 bis 1658 im Besitz von Bernhard Raesfeld;
- gehörte von 1655 bis 1659 Werner Raesfeld;
- lautete von 1659 bis 1677 auf Theodor Raesfeld
- und von 1678 bis 1697 auf Dietrich Raesfeld.[1]

Zudem wurden Drucke als Gemeinschaftswerke von Bernhard Raesfeld und Elias Michael Zinck aus dem Jahr 1638 gefunden, von Bernhard und Werner Raesfeld aus dem Jahr 1656 und von „Bernh. Raesfeld’s Erben“ aus dem Jahr 1659.